# 속간과 법인 의회
속간과 법인 의회(이탈리아어: Camera dei Fasci e delle Corporazioni; 묶음과 법인의 방)는 1939년 3월 23일부터 1943년 8월 5일까지 베니토 무솔리니의 국가 파시스트당 정권의 절정기였던 이탈리아 왕국 의회의 하원이었다.

## 같이 보기
- 로마 공화국 민회
- 로마 민회
- 속간